# Джон Спенсер (лорд-мер Лондона)
Джон Спенсер (англ. John Spencer; д/н — 3 березня 1610) — лондонський заможний торговець часів Англійського королівства, лорд-мер Лондона.

## Життєпис
Походив з роду торговців Спенсерів із графства Саффолк. Син Річарда Спенсера. Народився у м. Волдінгфілд. Замолоду перебрався до Лондона, де доволі швидко став успішним купцем. Стає членом Компанії сукноробів. Торгував з Іспанією, Венеціанською республікою та Османською імперією. 1570 року купив в барона Томаса Вентворта будинок Канонбері в лондонському районі Іслінгтон.
Про його впливовість в Лондоні свідчить факт, що 1581 року будинок Джона Спенсера в Лондоні відвідала королева Єлизавета I. У 1583—1584 роках був шерифом Лондона. 1587 року обирається олдерменом Лангборну, стає членом міської ради Лондонського Сіті. Водночас успішно розширяв свої торгівельні операції. До 1591 року разом з двома іншими торгівцями монополізував торгівлю з Тунісом.
У 1594 році обирається лорд-мером Лондона. Під час каденції до 1595 року активно піклувався про наявність харчів, надавав накази про роздачу зерна бідним. Відкинув пропозицію адмірала Джона Гокінса передати флоту будинок Бридж-хаус. Зробив резиденцією мера будинок Кросбі у Вішопгейті, який придбав перед тим. Наприкінці каденції стає лицарем. 1599 року отримав від королеви маєтки Брук Холл, Бауер Холл та Бокінг.
1603 року стає президентом лікарні Св. Варфоломія. 1609 року відмовився надати кошти для Генріха Фредеріка на честь надання тому титулу принца Вельського. Помер 1610 року. Увесь статок (300 тис. фунтів стерлінгів) заповів єдиній доньці Єлизаветі, що вийшла заміж за лорда Вільгельма Комптона.